# SN H0pe
 (août 2025).
SN H0pe (prononcé: Supernova Hope) est une supernova de type Ia, découverte en 2023, au décalage vers le rouge spectroscopique de 1,783, soit observée 3,65 milliards d’années après le Big Bang,,,.
Elle a été découverte dans la galaxie PLCK G165.7+67.0 Arc 2, sujette à lentille gravitationnelle, dû à l’amas de galaxies PLCK G165.7+67.0, et fait l’objet de trois images distinctes comme pour sa galaxie hôte.
Elle a été nommée H0pe (soit espoir en français), parce que sa découverte a suscité l’espoir de résoudre la tension de Hubble, en permettant d'effectuer une nouvelle mesure indépendante de la valeur de la constante de Hubble (H0) dans l'univers lointain et de la comparer avec les déterminations locales.  

## Localisation
La supernova H0pe est localisée dans la galaxie PLCK G165.7+67.0 Arc 2 (en abrégé Arc 2) située à un décalage vers le rouge spectroscopique de  z = 1,783, derrière l'amas de galaxies PLCK G165.7+67.0, également connu sous le nom de G165, au décalage vers le rouge spectroscopique de z = 0,35. Arc 2 apparaît en triple sur la photographie prise par la caméra NIRCam, chaque image de la galaxie étant appelée respectivement Arc 2a, Arc 2b et Arc 2c,.
Le système de lentille gravitationnelle forte formé par l’amas de galaxies PLCK G165.7+67.0 est situé dans la constellation de la Grande Ourse.

## Observation et nouvelle mesure de la constance de Hubble
la SN Ia H0pe a été découverte par l'équipe PEARLS dans les images prises par la caméra NIRCam le 30 mars 2023. Elle a été observée de nouveau avec la caméra NIRCam le 22 avril 2023 et le 9 mai 2023. Cela signifie que chacun des trois points de lumière de la supernova  produits par la lentille gravitationnelle contient trois observations séparées chacune par ∼3 semaines d'observation. L'ensemble des données combinées ainsi recueillies reproduit efficacement une courbe de lumière de la SN Ia H0pe avec neuf époques, ce qui est suffisant pour mesurer avec précision les phases de chaque image et donc les retards temporels relatifs entre elles,.
Les différentes images (sous la forme de points de lumière) de la supernova H0pe nous parviennent avec un décalage dans le temps dû à l’effet de la lentille gravitationnelle forte, chacune parcourant un chemin différent dans l'espace-temps. L'image a est arrivée environ 117 jours plus tôt que l'image b et l'image c est arrivée environ 49 jours plus tôt que l'image b.
La vitesse de la lumière étant finie, ce décalage dans le temps de l’apparition de chaque point de lumière, permet de déterminer la distance réelle parcourue par chaque point de lumière de la supernova H0pe. On obtient ainsi une mesure indépendante de l’échelle des distances cosmiques, ce qui nous donne une nouvelle façon de mesurer la valeur actuelle du paramètre de la loi de Hubble-Lemaître.
La valeur de la constante de Hubble (H0) mesurée à l'aide de cette supernova de type Ia à images multiples est  de 75,7 +8,1
-5,5 km s−1 Mpc−1. Bien que la précision de la mesure obtenue soit limitée, cela concorde assez avec la valeur de H0  déterminée avec les supernovæ locales de type Ia qui est de 73,04 ± 1,04 km s−1 Mpc−1, mais est en contradiction avec sa détermination à partir du fond diffus cosmologique qui est de 67,4 ± 0,5 km s−1 Mpc−1. Ainsi, cette nouvelle mesure ne résout pas la divergence existante, dénommée tension de Hubble.

## liens externes
- SN H0pe | ESA/Webb sur le site de l'Agence spatiale européenne.
- Webb Researchers Discover Lensed Supernova, Confirm Hubble Tension | Webb sur le site de JWST.
- [CNL2018] PLCK G165.7+67.0 lens sur sur la base de données Simbad du Centre de données astronomiques de Strasbourg.